# Did not finish
De aanduiding Did not finish of DNF (niet aangekomen) wordt over het algemeen gebruikt bij resultaten in sport om aan te duiden dat een deelnemer die wel gestart is niet de finish gehaald heeft.
Bij achtervolgingssporten, zoals bij het baanwielrennen en het langebaanschaatsen, wordt een DNF ook uitgedeeld indien een team 'gelapt' of 'gedubbeld' wordt.
Soortgelijke aanduidingen in de resultaten zijn:
- DNQ (Did not qualify) - Niet gekwalificeerd
- DNS (Did not start) - Niet gestart
- DISQ, DSQ of DQ (Disqualified) - Gediskwalificeerd (bijvoorbeeld vanwege een valse start)
- FNR (Final not reached) - Finale niet gehaald (gebruikelijk bij kunstschaatsen)
- LPD (Lapped) - Gelapt (Noord-Nederlands) of Gedubbeld (Zuid-Nederlands) (wanneer dit leidt tot een vertrek uit de race)
- OTL (Over time limit) - Als iemand zo ver achter is gekomen in tijdsachterstand, dat die uit competitie gehaald wordt